# 은희경
은희경(殷熙耕, 1959년 10월 27일 ~ )은 대한민국의 소설가이다. 전라북도 고창에서 태어났고, 숙명여자대학교 국어국문학과, 연세대학교 대학원 국어국문학과를 졸업했다. 졸업 후 출판사와 잡지사에서 근무하였다.
1995년 동아일보 신춘문예 중편부문에 《이중주》가 당선되면서 등단했고, 같은해 첫 장편소설《새의 선물》로 제1회 문학동네소설상을 수상하면서 작가로서 자신의 이름을 알렸다. 1997년에는 첫 소설집 《타인에게 말걸기》로 동서문학상을, 1998년에는 《아내의 상자》로 이상문학상을 수상하였다. 이후, 한국소설문학상, 한국일보문학상, 이산문학상, 동인문학상 등을 수상하며 문학성을 인정받았다. 은희경의 작품들은 보잘것없는 일상을 묘사를 통하여 생생하게 형상화 해냄으로써 인생의 진실에 다가선다는 특징을 지니고 있다.
2005년부터 지금까지 한국문화예술위원회에서 문학위원회 위원을 맡고 있다.

## 주요 작품
- 1995년 《새의 선물》 ISBN 9788954613651
- 1996년 《타인에게 말걸기》 ISBN 8982810242
- 1998년 《마지막 춤은 나와 함께》 ISBN 9788982811487
- 1998년 《아내의 상자》
- 1999년 《그것은 꿈이었을까》
- 2000년 《행복한 사람은 시계를 보지 않는다》 ISBN 9788936436537
- 2001년 《내가 살았던 집》 ISBN 9788987038346
- 2001년 《마이너리그》 ISBN 9788936433390
- 2002년 《상속》 ISBN 978-89320134-4-2
- 2005년 《비밀과 거짓말》 ISBN 9788982819407
- 2007년 《아름다움이 나를 멸시한다》 ISBN 9788936436995
- 2008년 《그것은 꿈이었을까》
- 2010년 《소년을 위로해줘》 ISBN 9788954613507
- 2011년 《생각의 일요일들》 ISBN 9788993928341
- 2012년 《태연한 인생》 ISBN 9788936433925
- 2014년 《다른 눈송이와 아주 비슷하게 생긴 단 하나의 눈송이》[3] ISBN 9788954624053
- 2016년 《중국식 룰렛》 ISBN 978-89364374-0-4
- 2019년 《빛의 과거》 ISBN 978-89320356-3-5

## 영상화된 작품
- 2001년 《베스트극장》<타인에게 말 걸기> (신소미, 임호 주연)

## 경력 및 학력
- 전주여자고등학교
- 숙명여자대학교 국어국문학 학사
- 연세대학교 대학원 국어국문학 석사
- 2005년~ 한국문화예술위원회 문학위원회 위원
- 2011년 제5회 대단한 단편영화제 본선 심사위원

## 수상내역
- 1995년 제1회 문학동네 소설상
- 1997년 제10회 동서문학상
- 1998년 제22회 이상문학상
- 2000년 제26회 한국소설문학상
- 2002년 제35회 한국일보문학상
- 2006년 제18회 이산문학상
- 2007년 제38회 동인문학상